# 서궐도안
〈서궐도안〉(西闕圖案)은 서울특별시 성북구 고려대학교 박물관에 있는 조선시대의 궁궐도이다. 2007년 12월 31일 대한민국의 보물 제1534호로 지정되었다.

## 개요
표제에서 서궐은 경복궁北闕의 서쪽에 있는 궁궐, 즉 경희궁西闕을 의미한다. 1620년(광해군12)에 영건된 경희궁의 원래 이름은 경덕궁(慶德宮)이었으나, 1760년(영조 36)에 경희궁으로 개명하였다. 〈서궐도안〉은 이 경희궁의 전경(全景)을 그린 그림으로, 〈동궐도〉(국보 제249호)와는 달리 채색이 가해지지 않은 밑그림 형태로 전해지고 있다.
경희궁은 1829년 여러 전각이 화재로 소실되자 1830년 중건을 시작하여 1831년 완성하였는데, 《서궐영건도감의궤西闕營建都監儀軌》를 통해 중건에 관한 자세한 상황을 알 수 있다. 이 의궤와 〈서궐도안〉을 비교하면 부분적으로 차이가 발견되어 〈서궐도안〉은 중건 이전의 모습을 담고 있는 것으로 생각된다.
이 〈서궐도안〉은 수묵으로만 그리는 백묘(白描)의 계화(界畵) 양식으로 그린 것으로, 먹 아래에는 밑그림이 남아 있는 부분이 있다. 산수 묘법과 나무를 그리는 수지법에서는 비수(肥瘦)가 있는 필치로 회화적 표현이 두드러진다. 건물은 자를 대고 윤곽선을 명료하게 긋고 있으며 각 건물의 지붕에 이름을 써 넣었다.
대부분의 전각이 이건, 변용, 훼철되어 버린 경희궁의 옛 모습을 한눈에 살필 수 있을 뿐만 아니라 정밀하고 자세한 묘사로 복원의 토대가 되는 중요한 그림이다. 또한 작화 과정의 일단을 짐작할 수 있는 밑그림이란 점에서도 주목된다.

## 같이 보기
- 경희궁

- 〈동궐도〉 - 국보 제249호
- 〈북궐도형〉

## 참고 자료
- 서궐도안 - 국가유산청 국가유산포털